# Ейко Кадоно
Ейко Кадоно (на японски: 角野 栄子) е японска писателка.

## Биография
Родена е на 1 януари 1935 година в Токио. През 1960 година завършва английска литература в Университета „Уаседа“, след което живее няколко години в Бразилия. Започва да публикува главно детска литература, придобивайки голяма популярност в Япония през 80-те години.